# Fernando Puell
Fernando María Puell de la Villa, (Madrid, 1943) es un Historiador y militar español.

## Formación y carrera
Nacido en el seno de una familia de tradición castrense, ingresó con 17 años en la Academia General Militar, graduándose como teniente en 1965 y alcanzando el empleo de coronel en 1993. Tras diplomarse en transmisiones e inglés, ocupó distintos destinos en la División Acorazada y en el Estado Mayor Central del Ejército. En 1977, el general Gutiérrez Mellado le incorporó al recién creado Ministerio de Defensa. Entre 1979 y 1986, desempeñó el cargo de segundo jefe de Seguridad de la Presidencia del Gobierno con Adolfo Suárez, Leopoldo Calvo-Sotelo y Felipe González, y el de jefe de la misma dependencia hasta 1992.
En 1975, obtuvo el grado de licenciatura en la Facultad de Filosofía y Letras de la Universidad Complutense de Madrid, siendo galardonada su tesina Las reformas militares del general Cassola con el primer Premio Ejército del mismo año. En 1995, su tesis Origen, vida y reclutamiento del infante español (1700-1912), dirigida por el profesor Manuel Espadas Burgos, le graduó como doctor en Historia por la Universidad Nacional de Educación a Distancia (UNED), en la que desde 1999 imparte clases de Historia Militar, en el Instituto Universitario General Gutiérrez Mellado. Actualmente imparte la asignatura "Táctica y estrategia en las Edades Moderna y Contemporánea" del Máster Universitario en Historia Militar de España, ofertado por el citado Instituto Universitario, y es profesor de su Escuela de Doctorado en Seguridad Internacional .
Pertenece al Consejo Editorial de Atenea, Revista de la Asociación Española de Historia Militar, al Consejo de Redacción de la Revista de Historia Militar y de Desperta Ferro Contemporánea, y al Consejo Asesor de las revistas digitales Rúbrica Contemporánea y Revista Universitaria de Historia Militar.
Socio fundador y presidente de honor de la Asociación Española de Historia Militar, que presidió entre 2016 y 2022 y de la que fue vicepresidente entre 2013 y 2016, y miembro de la de Escritores Militares Españoles, y de la de Historiadores del Presente.

## Obra
Fernando Puell es autor del estudio más completo publicado en España sobre la figura del soldado y la evolución del reclutamiento, y de numerosos trabajos de historia militar. El jefe del Estado Mayor de la Defensa, general de ejército Félix Sanz Roldán, afirma en el prólogo de la segunda edición de su Historia del Ejército en España:

"Estamos inmersos en una época de cambios profundos en todos los órdenes que sólo somos capaces de percibir en algunos de sus aspectos y, en ese escenario, las Fuerzas Armadas tienen que afrontar grandes retos para adaptarse a un futuro incierto. En este sentido, el libro de Fernando Puell de la Villa, partiendo desde la historia del Ejército, servirá de referencia para valorar la dimensión de la transformación requerida por la Institución Militar, tanto en el estricto aspecto profesional como en los aspectos sociales".

Su Atlas de la Guerra Civil española no sólo ilustra todas las operaciones de la Guerra Civil sino que proporciona una visión directa de todas las operaciones del conflicto, tanto de sus antecedentes (Revolución de Asturias) como de sus secuelas: la participación de tropas españolas en la Segunda Guerra Mundial, tanto del lado occidental como del lado nazi (División Azul) y las operaciones de los maquis.

Biógrafo de Manuel Gutiérrez Mellado, fue el editor de la primera traducción directa del clásico Arte de la Guerra de Sun-Zi del chino al español, a partir de la transcripción de la versión descubierta en la necrópolis de Yin-Que, en 1972, que incorporaba textos desconocidos de ese clásico.

También ha presentado ponencias de su especialidad en numerosos congresos, seminarios, y mesas redondas nacionales e internacionales, y ha sido comisario de dos exposiciones sobre la Historia del Servicio Militar, además de coordinador de Historia Militar del Comité Científico Permanente del Nuevo Museo del Ejército.

Partidario de las reformas que han modernizado y reconciliado con la sociedad española a sus fuerzas armadas, el coronel Puell defiende la calidad actual del ejército español: "El de hoy es, sin duda, el mejor ejército de España, en su larga historia".

### Ediciones críticas
- Nicolás Maquiavelo, Del arte de la guerra, traducción, introducción, notas y gráficos de Fernando Puell de la Villa, Madrid, Minerva, 2009, ISBN 978-84-88123-75-6.
- Sun zi, El arte de la guerra, edición de Fernando Puell, Madrid, Biblioteca Nueva, 2000, ISBN 84-7030-744-4; 3.ª ed. 2004. 4.ªed. 2005.

### Capítulos de obras colectivas
- “Military History”, en Antonio Cazorla-Sánchez, Alison Ribeiro de Menezes y Adrian Shubert (eds.), The Bloomsbury Handbook of the Spanish Civil War, London, Bloomsbury Academic, 2023, ISBN 978-1-3502-3040-8, págs. 33-49
- “Lo militar en la Guerra Civil”, en Javier Cervera Gil (coord.), Coloquios sobre la Guerra Civil española, Madrid, Universidad Francisco de Vitoria, 2022, ISBN 978-84-18746-87-1, págs. 93-132
- “El «Protector»: el Ejército español de principios del siglo XX”, en Daniel Macías Fernández (ed.), A cien años de Annual: la guerra de Marruecos, Madrid, Desperta Ferro, 2021, ISBN 978-84-122212-8-2, págs. 26-76
- “No beligerancia, neutralidad y participación activa. Españoles en la Segunda Guerra Mundial”, en Juan Pastrana Piñero y Josep Pich i Mitjana (coords.), La Segunda Guerra Mundial: sistemas políticos en colisión, Barcelona, Universitat Pompeu Fabra, 2021, ISBN 979-85-9274-778-6, págs. 414-453
- “José Asensio Torrado. General de División”, en Javier García Fernández (coord.), 25 militares de la República, 2.ª edición, Madrid, Ministerio de Defensa, 2019, ISBN 978-84-9091-440-3, págs. 59-84
- “Papel y operatividad de las Brigadas Internacionales”, en Francisco Alía Miranda, Eduardo Higueras Castañeda y Antonio Selva Iniesta (eds.), Hasta pronto amigos de España: las Brigadas Internacionales en el 80 aniversario de su despedida de la Guerra Civil (1938-2018), Albacete, CEDOBI, 2019, ISBN 978-84-949928-2-7, págs. 11-30
- “El presidente Suárez y las Fuerzas Armadas (1976-1981)”, en Manuel Redero San Román (ed.), Adolfo Suárez y la transición política, Salamanca, Universidad de Salamanca, 2017, ISBN 978-84-9012-794-0, págs. 173-202
- “Un rey con sólida formación militar”, en José Luis García Delgado (ed.), Rey de la democracia, Barcelona, Galaxia Gutenberg, 2017, ISBN 978-84-16734-18-4, págs. 115-145
- “La organización militar” y “Las guerras del siglo XIX”, en Beatriz Frieyro de Lara (ed.), Nueva guía para la investigación sobre los ejércitos de la España contemporánea, Madrid, Instituto Universitario General Gutiérrez Mellado-UNED, 2016, ISBN 978-84-617-4421-3, págs. 75-107 y 201-232
- “La organización del ejército español contemporáneo”, en Enrique Martínez Ruiz, Jesús Cantera Montenegro y Magdalena de Pazis Pi Corrales (dirs.), La organización de los ejércitos, Madrid, Cátedra Extraordinaria Complutense de Historia Militar, 2016, ISBN 978-84-6089-459-9, vol. 2, págs. 1242-1279
- “El Ejército Nacional: organización y composición”, en Miguel Artola (coord.), Historia Militar de España. Edad Contemporánea, I. Siglo XIX, Madrid, Ministerio de Defensa, 2015, ISBN 978-84-9091-061-0, págs. 130-182
- “Introducción”, en Ángel Viñas Martín y Fernando Puell de la Villa (eds.), La Historia Militar hoy: investigaciones y tendencias, Madrid, Instituto Universitario General Gutiérrez Mellado-UNED, 2015, ISBN 978-84-617-2104-7, págs. 7-10
- “La propaganda bélica en España entre 1893 y 1945”, en Fidel Gómez Ochoa, José M. Goñi Pérez y Daniel Macías Fernández (eds.), La guerra: retórica y propaganda, Madrid, Biblioteca Nueva, 2014, ISBN 978-84-16345-08-3, págs. 49-75
- “La protección de la discapacidad en los ejércitos: una mirada retrospectiva”, en Andrés Medina Torres y Juan González-Badía Fraga (coords.), Apuntes y reflexiones sobre discapacidad militar, Granada, Universidad-Mando de Adiestramiento y Doctrina, 2014, ISBN 978-84-338-5710-1, págs. 123-138
- "Biografía del capitán general Fernando Primo de Rivera Sobremonte (1844-1921)", en Diccionario Biográfico Español, Madrid, Real Academia de la Historia, 2013, ISBN 978-84-15069-04-1, vol XLII, págs. 307-310
- "Biografía del general Vicente Genaro de Quesada (1782-1836)", en Diccionario Biográfico Español, Madrid, Real Academia de la Historia, 2013, ISBN 978-84-15069-04-1, vol XLII, págs. 526-528
- "Biografía del teniente general José Sánchez Bregua (1836-1897)", en Diccionario Biográfico Español, Madrid, Real Academia de la Historia, 2013, ISBN 978-84-15069-07-2, vol XLV, págs. 638-642
- "Biografía del general de división José María Toral Velázquez (1832-1904)", en Diccionario Biográfico Español, Madrid, Real Academia de la Historia, 2013, ISBN 978-84-15069-10-2, vol XLVIII, págs. 59-61
- "Biografía del general José Ungría Jiménez (1890-1968)", en Diccionario Biográfico Español, Madrid, Real Academia de la Historia, 2013, ISBN 978-84-15069-10-2, vol XLVIII, págs. 645-647
- "Biografía del general de brigada Joaquín Vara de Rey Rubio (1841-1898)", en Diccionario Biográfico Español, Madrid, Real Academia de la Historia, 2013, ISBN 978-84-15069-11-9, vol XLIX, págs. 188-195
- "Biografía del capitán general José Enrique Varela Iglesias (1891-1951)", en Diccionario Biográfico Español, Madrid, Real Academia de la Historia, 2013, ISBN 978-84-15069-11-9, vol XLIX, págs. 199-207
- “La política de seguridad y defensa”, en Álvaro Soto Carmona y Abdón Mateos López (dirs.), Historia de la época socialista. España: 1982-1996, Madrid, Sílex, 2013, ISBN 978-84-7737-791-7, págs. 43-63
- “Manuel Gutiérrez Mellado: breve apunte biográfico”, en Fernando Puell de la Villa y Silvia Ángel Santiago (eds.), El legado del general Gutiérrez Mellado, Madrid, Instituto Universitario General Gutiérrez Mellado-UNED, 2013, ISBN 978-84-616-4444-5, págs. 245-260
- “La trama militar de la conspiración”, en Francisco Sánchez Pérez (coord.), Los mitos del 18 de Julio, Barcelona, Crítica, 2013, ISBN 978-84-9892-475-6, págs. 55-77
- “De la vistosidad polícroma al insulso caqui: la transformación del soldado entre 1848 y 1945”, en Fidel Gómez Ochoa y Daniel Macías Fernández (eds.), El combatiente a lo largo de la historia: imaginario, percepción, representación, Santander, PUbliCan, 2012, ISBN 978-84-8102-642-9, págs. 97-114
- “Procesos españoles de transición y consolidación democrática en el ámbito de la Seguridad y la Defensa (1976-1991)”, en Sonia Alda y Héctor Saint-Pierre (coords.), Gobernabilidad y democracia: Defensa y transiciones de Brasil y España, Santiago de Chile, RIL, 2012, ISBN 978-956-284-856-5, págs. 17-50
- “Julio de 1936: ¿un ejército dividido?”, en Jorge Martínez Reverte (coord.), Los militares en la Segunda República, Madrid, Pablo Iglesias, 2012, ISBN 978-84-95886-63-7, págs. 77-98
- “La debacle republicana en Aragón y Cataluña”, en Francisco Morente (ed.), España en la crisis europea de entreguerras, Madrid, Catarata, 2012, ISBN 978-84-8319-657-1, págs. 334-357
- “Operaciones militares: vivencias rifeñas, lecturas de la Gran Guerra y añoranzas de Valmy” y “Los ejércitos del franquismo: principal puntal del régimen hasta 1975”, en Ángel Viñas (ed.), En el combate por la Historia: la República, la guerra civil, el franquismo, Barcelona, Pasado & Presente, 2012, ISBN 978-84-939143-9-4, págs. 207-220 y 531-545
- “José Asensio Torrado. General de División”, en Javier García Fernández (coord.), 25 militares de la República, Madrid, Ministerio de Defensa, 2011, ISBN 978-84-9781-697-7, págs. 67-98
- “Las reformas militares de Azaña (1931-1933) y de Gutiérrez Mellado (1976-1979): una perspectiva comparada”, en Sara Grande Lorenzo, Leandro Martínez Peñas y Manuela Fernández Rodríguez (eds.), Perspectivas jurídicas e institucionales sobre guerra y ejército en la Monarquía hispánica, Madrid, Universidad Rey Juan Carlos, 2011, ISBN 978-84-9982-935-7, págs. 289-310
- “El devenir del Ejército de Tierra (1945-1975)”, en Fernando Puell de la Villa y Sonia Alda Mejías (eds.), Los ejércitos del franquismo (1939-1975), Madrid, Instituto Universitario General Gutiérrez Mellado-UNED, 2010, ISBN 978-84-608-1110-7, págs. 63-96
- "Biografía del capitán general Francisco de Aguilera Egea (1857-1931)", en Diccionario Biográfico Español, Madrid, Real Academia de la Historia, 2009, ISBN 978-84-96849-57-0, vol I, págs. 723-730
- "Biografía del teniente general Julio Ardanaz Crespo (1860-1939)", en Diccionario Biográfico Español, Madrid, Real Academia de la Historia, 2009, ISBN 978-84-96849-61-7, vol V, págs. 82-84
- "Biografía del capitán general Ramón Blanco Erenas (1833-1906)", en Diccionario Biográfico Español, Madrid, Real Academia de la Historia, 2009, ISBN 978-84-96849-64-8, vol VIII, págs. 430-437
- "Biografía del teniente general Antonio Dabán Ramírez de Arellano (1844-1902)", en Diccionario Biográfico Español, Madrid, Real Academia de la Historia, 2009, ISBN 978-84-96849-71-6, vol XV, págs. 520-522
- "Biografía del teniente general Luis Dabán Ramírez de Arellano (1856-1881)", en Diccionario Biográfico Español, Madrid, Real Academia de la Historia, 2009, ISBN 978-84-96849-71-6, vol XV, págs. 522-526
- "Biografía del mariscal de campo Juan Díaz Porlier (1788-1815)", en Diccionario Biográfico Español, Madrid, Real Academia de la Historia, 2009, ISBN 978-84-96849-72-3, vol XVI, págs. 178-183
- "Biografía del teniente general Manuel Díez-Alegría Gutiérrez (1906-1987)", en Diccionario Biográfico Español, Madrid, Real Academia de la Historia, 2009, ISBN 978-84-96849-72-3, vol XVI, págs. 299-302
- "Biografía del teniente general Ramón de Echagüe y Méndez-Vigo (1852-1917)", en Diccionario Biográfico Español, Madrid, Real Academia de la Historia, 2009, ISBN 978-84-96849-72-3, vol XVI, págs. 763-765
- "Biografía del teniente general José Ignacio de Echavarría y del Castillo (1817-1898)", en Diccionario Biográfico Español, Madrid, Real Academia de la Historia, 2009, ISBN 978-84-96849-72-3, vol XVI, págs. 781-783
- "Biografía del capitán Nicolás Estévanez Murphy (1838-1914)", en Diccionario Biográfico Español, Madrid, Real Academia de la Historia, 2009, ISBN 978-84-96849-74-7, vol XVIII, págs. 63-66
- "Biografía del capitán general Manuel Gutiérrez Mellado (1912-1995)", en Diccionario Biográfico Español, Madrid, Real Academia de la Historia, 2009, ISBN 978-84-96849-81-5, vol XXV, págs. 356-362
- "Biografía del coronel José Ibáñez Marín (1862-1909)", en Diccionario Biográfico Español, Madrid, Real Academia de la Historia, 2009, ISBN 978-84-96849-82-2, vol XXVI, págs. 639-642
- "Biografía del teniente general Arsenio Linares Pombo (1848-1914)", en Diccionario Biográfico Español, Madrid, Real Academia de la Historia, 2009, ISBN 978-84-96849-85-3, vol XXIX, págs. 653-657
- "Biografía del general de brigada Saturnino Martín Cerezo (1855-1944)", en Diccionario Biográfico Español, Madrid, Real Academia de la Historia, 2009, ISBN 978-84-96849-88-4, vol XXXII, págs. 822-826
- "Biografía del teniente general José Miaja Menant (1855-1944)", en Diccionario Biográfico Español, Madrid, Real Academia de la Historia, 2009, ISBN 978-84-96849-91-4, vol XXXV, págs. 43-48
- "Biografía del comandante Enrique de las Morenas Fossi (1855-1898)", en Diccionario Biográfico Español, Madrid, Real Academia de la Historia, 2009, ISBN 978-84-96849-92-1, vol XXXVI, págs. 273-275
- "El reclutamiento y la movilización", en La Guerra de la Independencia Española: Una visión militar. Actas del VI Congreso de Historia Militar, Madrid, Ministerio de Defensa, 2009, ISBN 978-84-9781-534-1 vol I, págs. 235-256
- “De los tres ministerios militares al Ministerio de Defensa”, en Isidro Sepúlveda y Ramón Bacas (eds.), II Congreso de Historia de la Defensa. El Ministerio de Defensa. Creación, desarrollo y consolidación, Madrid, Instituto Universitario General Gutiérrez Mellado-UNED, 2008, ISBN 978-84-608-0748-3, págs. 53-74
- “La guerra con armas de fuego”, en Miguel Artola (dir.), Historia de Europa, Madrid, Espasa Calpe, 2007, ISBN 978-84-670-2626-9 (Obra completa) -- ISBN 978-84-670-2631 (Tomo II), vol. 2, págs. 535-605
- “La creación del Ministerio de Defensa (1968-1977)”, en Isidro Sepúlveda y Sonia Alda (eds.), Congreso de Historia de la Defensa. Fuerzas Armadas y Política de Defensa: transición y modernización, Madrid, Instituto Universitario General Gutiérrez Mellado-UNED, 2007, ISBN 987-84-608-0557-1, vol. 1, págs. 295-307
- “Arma virumque cantandi sunt?”, en Las Brigadas Internacionales: 70 años de memoria histórica, Antonio R. Celada, Daniel Pastor García y Rosa M.ª López Alonso (eds.), Salamanca, Amarú Ediciones, 2007, ISBN 978-84-8196-269-4, págs. 343-353
- "Historia del Ejército Español", en Guía de Recursos para el Estudio de la Paz, la Seguridad y la Defensa, Madrid, Instituto Universitario "General Gutiérrez Mellado", 2003, págs. 257-269
- "La investigación de la Historia Militar de España", en Guía de Investigación sobre la Paz, la Seguridad y la Defensa, Madrid, Instituto Universitario "General Gutiérrez Mellado", 2006, ISBN 978-84-608-0461-1, págs. 225-238
- "Vicisitudes del Ejército español durante el siglo XIX", en La organización de la defensa de Canarias en los siglos XIX y XX: estructura y recursos de las Fuerzas Armadas, Las Palmas de Gran Canaria, Aula de Estudios Sociedad-Ejército "General Ignacio Pérez Galdós", 2006, ISBN 84-690-0232-5, págs. 11-24
- "El ejército y la España de Isabel II", en Aproximación a la historia militar de España, Madrid, Ministerio de Defensa, 2006, ISBN ISBN 84-9781-246-2, vol. 2, págs. 433-452
- "El ejército del tiempo presente (1978-2003)", en Aproximación a la historia militar de España, 2006, Madrid, Ministerio de Defensa, 2006, ISBN ISBN 84-9781-246-2, vol. 2, págs. 723-740
- "América en el pensamiento arandino", en De la Paz de París a Trafalgar (1763-1805). Las bases de la potencia hispana: Jornadas de Historia Militar celebradas del 24 a 27 de noviembre de 2003 en Madrid, col. Monografías del CESEDEN n.º 70, Madrid, Ministerio de Defensa, 2004, ISBN 84-9781-109-7, págs. 51-66
- "Cadetes de la 2.ª Época, Generales de la Transición", en La Enseñanza Militar en España: 75 años de la Academia General Militar en Zaragoza. Actas del V Congreso de Historia Militar, Madrid, Ministerio de Defensa, 2003, ISBN 84-9781-039-2, págs. 219-274,
- "La historiografía militar en el tiempo presente", conferencia pronunciada en la Casa de Velázquez en enero de 2000 con ocasión del encuentro franco-español Historia del Presente.
- "El Ejército en Filipinas", en M.ª Dolores Elizalde (ed.), Las relaciones entre España y Filipinas. Siglos XVI-XX, Madrid-Barcelona, Casa Asia-CSIC, 2003, ISBN 84-00-08086-6, págs. 189-206
- "La institución militar española (1808-1939)", en Jean-Claude Rabaté (coord.), Questions de civilisation. L’armée dans la société espagnole 1808-1939, Nantes, Edition du Temps, 2003, ISBN 2-84274-241-9, págs. 9-35
- "La creación del Cuerpo de Intervención Militar (1828-1911)", en Juan Miguel Teijeiro de la Rosa (coord.), La Hacienda Militar. 500 años de Intervención en las Fuerzas Armadas, Madrid, Ministerio de Defensa, 2002, ISBN 84-7823-922-7, vol. 2, págs. 735-876
- "Ritos y rituales cuarteleros", en Los quintos, Urueña (Valladolid), Fundación Joaquín Díaz, 2002, ISBN 84-932110-2-8, págs. 83-103
- "La tropa profesional en el siglo XVIII", en José A. Armillas Vicente (ed.), Actas del IV Congreso de Historia Militar, Guerra y Milicia en la España del X Conde de Aranda, Zaragoza, Gobierno de Aragón, 2002, ISBN 84-7753-962-6, págs. 307-352
- "Dos siglos de servicio militar", en Josep Cusachs y el servicio militar en España, Madrid, Ministerio de Defensa, 2001, NIPO 076-01-032-0, págs. 7-19
- "Ejército", en Claves de la España del siglo XX. Estudios, Valencia, Sociedad Estatal España Nuevo Milenio, 2001, ISBN 84-95486-16-4, págs. 135-141
- "Política de defensa y política militar", en Antonio Morales Moya (coord.), Las claves de la España del siglo XX. La organización del Estado, Madrid, Sociedad Estatal España Nuevo Milenio, 2001, págs. 165-186
- "El Ejército de la Restauración", en Catálogo de la Exposición Joseph Cusachs i Cusachs (1851-1908). 150 Aniversario, Barcelona, Fundación Castillo de Montjuich, 2001, DL B-38.459-2001, págs. 24 y 25
- "Las reformas militares", en Historia de la Infantería Española. La Infantería en los tiempos modernos, Madrid, Ministerio de Defensa, 2001, ISBN 84-7823-802-6, tomo IV, vol. I, págs. 73-107,
- "De la belicosidad a la neutralidad", en El Conde de Aranda y su tiempo: [Congreso Internacional celebrado en Zaragoza, 1 al 5 de diciembre de 1998] / (coord.) por Esteban Sarasa Sánchez, Eliseo Serrano Martín, 2000, ISBN 84-7820-564-0, vol. 2, págs. 301-322
- "El ejército", en Manuel Espadas Burgos (coord.), La época de la restauración: (1875-1902)(Estado, política e islas de ultramar), Historia de España Menéndez Pidal, Madrid, Espasa Calpe, 2000, ISBN 84-239-8914-3, vol. XXXVI, tomo 1, págs. 179-196
- "Cara y cruz del 'desastre' militar", en Imágenes y ensayos del 98, prólogo de Raymond Carr, Valencia, Fundación Cañada Blanch, 1998, ISBN 84-930140-0-1, págs. 75-116
- "Cuadros de mando y clases de tropa", en Historia de la Infantería Española. La época de los ejércitos nacionales, Madrid, Ministerio de Defensa, 1998, ISBN 84-7823-574-4, vol. 3, págs. 13-45
- "El premilitarismo canovista", en Antonio Cánovas y el sistema político de la Restauración, ed. Javier Tusell y Florentino Portero (eds.), Madrid: Fundación ICO: Congreso de los Diputados: Biblioteca Nueva, 1998, ISBN 84-7030-598-0, págs. 289-312
- "El Ejército en Filipinas", en El lejano oriente español: Filipinas (siglo XIX), Sevilla, Cátedra General Castaños, 1997, ISBN 84-86379-37-7, págs. 395-418
- "El grito de Baire: frustración de una vocación europeísta", en J. P. Fusi y A. Niño (eds.), Vísperas del 98. Orígenes y antecedentes de la crisis del 98, Madrid, Biblioteca Nueva, 1997, ISBN 84-7030-435-6, págs. 115-131
- "Soldados del 98", en Catálogo de la Exposición España, fin de siglo, Barcelona, Fundación "La Caixa", 1997, ISBN 84-7664-600-3, págs. 343-352
- "La revolución de los sistemas de reclutamiento", en Historia de la Infantería Española. Entre la Ilustración y el Romanticismo, Madrid, Ministerio de Defensa, 1994, ISBN 84-7823-343-1, vol. 2, págs. 43-76
- "Evoluación de los sistemas de ascensos y destinos de la oficialidad española", en Les armées espagnoles et françaises. Modernisation et réforme entre les deux Guerres Mondiales, Annexes aux Melanges de la Casa de Velázquez, Rencontres, N.º 4, 1989, ISBN 84-86839-14-9, págs. 163-176
- "El reformismo militar durante la Restauración y la Regencia", en Las Fuerzas Armadas Españolas. Historia Institucional y Social, Madrid, Alhambra, 1986, ISBN 84-205-1262-1, vo. 3, págs. 147-175
- "Las Fuerzas Armadas en la crisis de la Restauración. Las Juntas Militares de Defensa", en Las Fuerzas Armadas Españolas. Historia Institucional y Social, Madrid, Alhambra, 1986, ISBN 84-205-1263-X, vol. 5, págs. 81-126

### Prólogos
- Inocencia Soria González y Fernando Torra Pérez, Libros en el "infierno": el Fondo Marxista de la Biblioteca Central Militar, Madrid, Sílex, 2024, ISBN 978-84-10267-72-5.
- Alberto Ayuso García, Teruel: la batalla que decidió la Guerra Civil española, Valladolid, Galland Books, 2023, ISBN 978-84-19469-04-5.
- Andrés Cassinello Pérez, La huella que deja el tiempo al pasar (Memorias de tiempos difíciles), Madrid, Universidad Nacional de Educación a Distancia-Instituto Universitario General Gutiérrez Mellado, 2022, ISBN 978-84-362-7830-9.
- Daniel Macías Fernández, Franco nació en África:  los africanistas y las campañas de Marruecos, Madrid, Tecnos, 2019, ISBN 978-84-309-7635-5.
- Francisco Alía Miranda, Historia del Ejército español y de su intervención política: del Desastre del 98 a la Transición, Madrid, Los Libros de la Catarata, 2018, ISBN 978-84-9097-459-9.
- Carlos Navajas Zubeldia, Democratización, profesionalización y crisis. Las Fuerzas Armadas y la sociedad en la España democrática, Madrid, Biblioteca Nueva, 2018, ISBN 978-84-16938-92-6.
- Roberto Muñoz Bolaños, Guernica: una nueva historia. Las claves que nunca se han contado, Barcelona, Espasa, 2017, ISBN 978-84-94-670-4926-8.
- Juan Carlos Losada, De la honda a los drones: la guerra como motor de la historia, Barcelona, Pasado & Presente, 2014, ISBN 978-84-94-2129-3-2.
- Pablo González-Pola de la Granja, La voz del gran mudo: el Casino Militar de Madrid (1871-1977), Astorga, Akrón-CSED, 2012, ISBN 978-84-92814-63-3.
- Ricardo Castellano Ruiz de la Torre, Los restos del asedio. Fortificaciones de la Guerra Civil en el frente de Madrid. Ejército Nacional, Madrid, Almena, 2004, ISBN 84-96170-16-0.
- Clemente Herrero Fabregat, La geografía militar en España (1819-1936), Granada, Grupo Editorial Universitario, 2002, ISBN 84-8491-156-X.

## Artículos
- "Mohamed ben Mizzian: el único general español de origen marroquí", Desperta Ferro, ISSN 2340-8820, n.º especial XL, 2024, Dossier Ejércitos de la Guerra Civil (II): el Ejército de África, págs. 12-16
- "Vidas paralelas: los generales Domingo Batet y Manuel Goded", Desperta Ferro, ISSN 2340-8820, n.º especial XXXVI, 2023, Dossier Ejércitos de la Guerra Civil (I), págs. 63-67
- "Los militares ante la Segunda República", Studia Humanitatis Journal, ISSN 2792-3967, n.º 2 (I), 2022, págs. 153-174
- "Modernización de las Fuerzas Armadas durante el reinado de Juan Carlos I" , Araucaria, ISSN 1575-6823, n.º 47, 2021, Dossier La construcción de la nación española: perspectivas de futuro, págs. 403-430
- "Gutiérrez Mellado. El hombre que transformó las Fuerzas Armadas", El País. Suplemento Ideas, 13 de diciembre de 2020, pág. 6
- "La ofensiva sobre Zaragoza", Desperta Ferro. Contemporánea, ISSN 2340-8820, n.º 42, 2020, Dossier La batalla de Belchite 1937, págs. 20-27
- "La actuación de los servicios de inteligencia ante la batalla del Ebro", Rubrica Contemporánea, ISSN 2014-5748, vol. 8, n.º 16, 2019, Dossier A los ochenta años de la batalla del Ebro, págs. 23-34
- "La campaña de la División Lachambre", Desperta Ferro. Contemporánea, ISSN 2340-8820, n.º 36, 2019, Dossier La Guerra de Filipinas 1896-1898, págs. 28-35
- "Causas del antimilitarismo y anti-belicismo de la ciudadanía española: la incidencia del Servicio Militar (1808-2001)", Revista UNISCI, ISSN 2386-9453, n.º 51, 2019, págs. 46-68
- "El Ejército de Tierra en tiempos de la Gran Guerra: reorganizaciones y reformas", Revista de historia militar, ISSN 0482-5748, n.º extraordinario 1, 2019, págs. 15-44
- "Operaciones de distracción y oportunidad", Desperta Ferro. Contemporánea, ISSN 2340-8820, n.º 34, 2019, Dossier La batalla de Brunete, págs. 44-48
- con Roberto Muñoz Bolaños, "Introducción. Transición institucional, transición paralela y transición militar", La Albolafia, ISSN 2386-2491, n.º 14, 2018, Dossier La transformación del Ejército Español (1975-1989), págs. 7-14
- "La incorporación de España a las organizaciones defensivas occidentales" Archivado el 24 de julio de 2021 en Wayback Machine., La Albolafia, ISSN 2386-2491, n.º 14, 2018, Dossier La transformación del Ejército Español (1975-1989), págs. 107-133
- "La carrera hacia el mar", Desperta Ferro. Contemporánea, ISSN 2340-8820, n.º 27, 20180, Dossier La ofensiva sobre Valencia 1938, págs. 12-17
- "Antecedentes y consecuencias de la batalla de Guadalajara", Desperta Ferro. Contemporánea, ISSN 2340-8820, n.º 16, 2016, págs. 6-11
- "El aspecto militar: estrategias y batallas que marcaron la historia", Bulletin Hispanique, ISSN 1775-3821, n.º 118 (1), 2016, Dossier La Guerre Civile espagnole aujourd'hui (1936-2016), págs. 139-156
- "Antecedentes y consecuencias de la batalla de Guadalajara", Desperta Ferro. Contemporánea, ISSN 2340-8820, n.º 16, 2016, págs. 6-11
- "La campaña de Vizcaya", Desperta Ferro. Contemporánea, ISSN 2340-8820, n.º 9, 2015, págs. 18-25
- "Nuevos enfoques y aportaciones al estudio militar de la Guerra Civil", Studia Historica. Historia Contemporánea, ISSN 0213-2087, n.º 32, 2014, págs. 95-110
- "Guerra en Cuba y Filipinas: combates terrestres Archivado el 6 de diciembre de 2013 en Wayback Machine.", Revista Universitaria de Historia Militar, ISSN 2254-6111, n.º 3, 2013, págs. 34-57
- "Inteligencia militar en la batalla del Ebro", Desperta Ferro, ISSN 2255-4734, n.º especial III, 2013, págs. 18-21
- "La transición militar", Documento de Trabajo (Fundación Transición Española), ISSN 2171-7699, n.º 6/2012, 51 págs.
- "El general Gutiérrez Mellado en el centenario de su nacimiento Archivado el 20 de octubre de 2013 en Wayback Machine.", Revista Universitaria de Historia Militar, ISSN 2254-6111, n.º 1, 2012, págs. 117-123
- "Los orígenes del Ejército Nacional", Atenea, ISSN 1889-0210, n.º 34, 2012, págs. 84-88
- "De la Milicia Universitaria a la IPS", Revista de historia militar, ISSN 0482-5748, n.º extraordinario, 2010, págs. 179-216
- "Una ocasión perdida: la incidencia de la Guerra de la Independencia sobre la organización del ejército decimonónico", Revista de historia militar, ISSN 0482-5748, n.º extraordinario, 2009, págs. 357-376
- "La institución militar como objeto de análisis histórico", Revista de historia militar, ISSN 0482-5748, n.º 100, 2006, págs. 47-54
- "La educación de adultos en el servicio militar", Revista de historia militar, ISSN 0482-5748, n.º 95, 2004, págs. 67-94
- "Educación de adultos en el servicio militar español", Historia de la educación: Revista interuniversitaria, ISSN 0212-0267, n.º 20, 2001 (Ejemplar dedicado a: La educación popular en los siglos XX y XXI), págs. 307-331
- "XXV aniversario de la UMD. Obsesión por la unidad", La Aventura de la Historia, ISSN 1579-427X, n.º 9, 1999, pág. 23
- "Vivencias del 98 en una familia militar", Claves de la razón práctica, ISSN 1130-3689, n.º 88, 1998, págs. 60-68
- "La ordenanza del reemplazo anual de 1770", Hispania, ISSN 0018-2141, Vol. 55, n.º 189, 1995, págs. 205-228
- "La cuestión artillera", Hispania, ISSN 0018-2141, Vol. 47, n.º 165, 1987, pags. 279-308
- Las reformas del General Cassola, Revista de Historia Militar, ISSN 0482-5748, 1979, n.º 46, págs. 143-174
- "Evolución histórica del Servicio Militar. El Ejército de Tierra", Reconquista, ISSN 0484-1379, n.º 350, 1979, págs. 6-8
- El General Cassola, reformista militar de la Restauración", Revista de Historia Militar, ISSN 0482-5748, 1978, n.º 45, págs. 173-196
- Le réformisme militaire de la Restauration: son influence sur le XX siècle. Les militaires et le Pouvoir dans le Monde Ibérique, Mélanges de la Casa de Velázquez, ISSN 0076-230X, n.º 14, 1978, pags. 587-602
- "Tres discursos reveladores sobre la misión de las Fuerzas Armadas", Discusión y Convivencia, n.º 7, 1976, págs. 34 y 35
  - "¿Servicio militar obligatorio?", Discusión y Convivencia, n.º 5, 1976, págs. 31 y 32
- "La actitud de las Fuerzas Armadas: respeto por su misión constitucional", Discusión y Convivencia, n.º 3, 1976, págs. 42 y 43
- "West Point", Revista Ejército, ISSN 0013-2918, n.º 434, 1976, págs. 23-30
- "West Point", Military Review, Edición Hispanoamericana, US ISSN OI93-2977, n.º 7, 1976, págs. 90-95
- "La ideología militar europea en la época del imperialismo", Revista Ejército, ISSN 0013-2918, n.º 433, 1976, págs. 23-29
- "El arte de la guerra en el Renacimiento", Revista Ejército, ISSN 0013-2918, n.º 417, 1974, págs. 47-52

### Recensiones
- "Herbert R. Southworth, 'La destrucción de Guernica: periodismo, diplomacia, propaganda e historia'", Hispania Nova. Revista de Historia Contemporánea, ISSN 1138-7319, n.º 11, 2013
- "Máximo Cajal, 'Sueños y pesadillas: memorias de un diplomático'", Revista Electrónica Iberoamericana, ISSN 1988-0618, vol. 4, n.º 2, págs. 178-182, noviembre de 2010
- "El violento siglo XX: 'La guerra del mundo. Los conflictos del siglo XX y el declive de Occidente (1904-1953)', de Niall Ferguson" Archivado el 21 de octubre de 2013 en Wayback Machine., Revista de Libros, ISSN 1137-2249, n.º 137, págs. 26 y 27, mayo de 2008
- "Nuevos títulos sobre la guerra civil: 'La batalla del Jarama' de Luis Díez y 'La defensa de Madrid' de Geoffrey Cox", Revista de libros, ISSN 1137-2249, n.º 114, 2006, pag. 13
- "Misterios pendientes: sobre 'Ruido de sables. Las conspiraciones militares en la España del siglo XX', de Julio Busquets y Juan Carlos Losada; y 'Militares contra el Estado. España: siglos XIX y XX', de Javier Fernández López", Revista de libros, ISSN 1137-2249, n.º 85, 2004, pag. 9
- "Tercera catilinaria: 'La incompetencia militar de Franco, de Carlos Blanco Escolá'" Archivado el 21 de octubre de 2013 en Wayback Machine.,Revista de libros, ISSN 1137-2249, n.º 49, 2001, pág. 11
- "M.ª Gloria Quiroga Valle, 'El papel alfabetizador del Ejército de Tierra español (1893-1954)'", Revista de Historia Económica, XVIII, n.º 2, 2000, págs. 439-441, ISSN
- "El 23-F: el color del cristal con que se mira: 'El Rey y otros militares: los militares en el cambio de régimen político en España (1969-1982)', de Javier Fernández López, y '23-F: la pieza que falta, de Ricardo Pardo Zancada'" Archivado el 21 de octubre de 2013 en Wayback Machine., Revista de libros, ISSN 1137-2249, n.º 25, 1999, págs. 14 y 15
- "Albino Feijóo Gómez, Quintas y protesta social en el siglo XIX", Hispania, ISSN 0018-2141, n.º 196, 1997, págs. 833-835
- "La desmilitarización de la sociedad: génesis y manifestaciones: 'La revolución militar moderna: el crisol español', de René Quatrefages, y 'Quintas y protesta social en el siglo XIX, de Albino Feijóo Gómez'", Revista de libros, ISSN 1137-2249, n.º 4, 1997, págs. 9 y 10

## Premios y galardones
- Primer Premio ISFAS 2006/07, en la especialidad de Historia de la Protección Social Militar en España, por el "El ISFAS: un presente con historia. Siete siglos de protección social en los ejércitos españoles (1265-1978)".
- Primer Premio Ejército 1975 para obras inéditas, por Las reformas militares del general Cassola

## Enlaces
- Instituto Universitario General Gutiérrez Mellado
- Reseña de Manuel Longares sobre "De la leva a la mili" (EL MUNDO 11.1.1997)
- Síntesis de Historia del Ejército de España Archivado el 27 de agosto de 2006 en Wayback Machine.

- Datos: Q3069526